# Surinam Airways
Surinam Airways är Surinams nationella flygbolag.

## Historik
Bolaget grundades 1955 för att förbinda städerna dåvarande Nederländska Guyana (dagens Surinam). Den första linjen mellan Paramaribo och Moengo utökades snart med fler destinationer innan det officiella bildandet av Surinaamse Luchtvaart Maatschappij (SLM) den 30 augusti 1962. Bolaget blev Surinams nationella flygbolag vid självständigheten från Nederländerna den 25 november 1975. Bolaget är helstatligt.

## Flotta
Surinam Airways äger för närvarande inga egna flygplan men använder en leasad Airbus A321 från litauiska Avion Express och en leasad Airbus A340 från Air Belgium för sina långflygningar.

## Destinationer
- Guyana
  - Georgetown
- Nederländerna
  - Amsterdam
- Nederländska Antillerna
  - Aruba
  - Curaçao
- Trinidad och Tobago
  - Port of Spain
- USA
  - Miami

## Olyckor och incidenter
- 5 maj 1978 - En Douglas DC-6A på väg mellan Curaçaos internationella flygplats och Johan Adolf Pengel internationella flygplats träffar träd 1 800 meter innan landningsbanan och 100 meter till vänster om inflygningslinjen inför landningen. De 3 ombordvarande överlever. [3].
- 18 oktober 1986 - En DHC-6 Twin Otter 300 på väg mellan Johan Adolf Pengel internationella flygplats och Raleigh kapas av 5 personer efter landning i Stoelmanseiland. 4 personer finns ombord. Lloyds betalar 500 000 floriner för att få tillbaka flygplanet [4].
- 7 juni 1989 - En McDonnell Douglas DC-8-62 på väg mellan Amsterdam-Schiphols flygplats och Johan Adolf Pengel internationella flygplats störtar 3 kilometer väster om Paramaribo-Zanderij International Airport. 9 besättningsmän och 178 passagerare fanns ombord, endast 11 passagerare överlevde kraschen [5].